# Maranhão del Sur
Maranhão del Sur es una propuesta para una nueva unidad federativa del Brasil. Con el apoyo abierto de la élite política local, el plebiscito fue aprobado en el Senado en el año 2007. El estado se crearía con el desmembramiento del sur del estado de Maranhão y su posible capital sería Imperatriz, por su ubicación estratégica, o bien se podría construir una nueva ciudad para dicho propósito, como lo fueron Palmas (capital del Estado de Tocantins ), y Brasilia (capital de Brasil y sede del Distrito Federal).